# Colladonus omani
Colladonus omani är en insektsart som beskrevs av Nielson 1957. Colladonus omani ingår i släktet Colladonus och familjen dvärgstritar. Inga underarter finns listade i Catalogue of Life.